# Мйодуси-Дворакі
Мйодуси-Дворакі (пол. Miodusy-Dworaki) — село в Польщі, у гміні Перлеєво Сім'ятицького повіту Підляського воєводства.
Населення — 123 особи (2011).
У 1975-1998 роках село належало до Ломжинського воєводства.

## Демографія
Демографічна структура станом на 31 березня 2011 року:
|          | Загалом | Допрацездатний вік | Працездатний вік | Постпрацездатний вік |
| -------- | ------- | ------------------ | ---------------- | -------------------- |
| Чоловіки | 64      | 16                 | 41               | 7                    |
| Жінки    | 59      | 17                 | 34               | 8                    |
| Разом    | 123     | 33                 | 75               | 15                   |